# Gelastocera eminentissima
Gelastocera eminentissima är en fjärilsart som beskrevs av Felix Bryk 1948. Gelastocera eminentissima ingår i släktet Gelastocera och familjen trågspinnare. Inga underarter finns listade i Catalogue of Life.